# 中国人民解放军空降兵军
中国人民解放军空降兵军 （代号95829部队），隶属中国人民解放军空军，军部驻地湖北省孝感市。空降兵格言是 "首站用我，用我必胜"。

## 沿革

### 中国人民解放军第十五军
空降兵第十五军是由原陆军第十五军和空降兵师改编而成。陆军第十五军的前身为晋冀鲁豫野战军第九纵队。1947年7月，中央军委决定由太行军区组建晋冀鲁豫野战军第九纵队。1948年5月，晋冀鲁豫野战军第九纵队改称中原野战军第九纵队。1949年2月更改番号为中国人民解放军第十五军（代号为中国人民解放军0925部队），隶属中国人民解放军第二野战军第四兵团。朝鲜战争爆发后，第十五军参加中国人民志愿军入朝作战，参加抗美援朝战争。军长为秦基伟、政治委员为谷景生。第十五军下属的第二十九师、第四十四师、第四十五师参加了抗美援朝第五次战役和上甘岭战役，涌现出黄继光、孙占元、邱少云、柴云振等一批战斗英雄，1954年5月回国。在改建为空降兵前，陆军第十五军下辖第四十四师、第四十五师、第二十九师。

### 空降兵师
空降兵师前身为中国人民解放军空军陆战第一旅，于1950年9月16日在河南开封成立，由以当时的中国人民解放军第三十军第八十九师为基础组建。1950年12月，空军陆战第一旅改编为空军陆战第一师，1955年又改为伞兵师，1957年4月28日，改为中国人民解放军空降兵师。

### 空降兵第十五军
1961年3月14日，中央军委决定将陆军第十五军军部和第四十四师、第四十五师改建为空降兵，成为空军兵种，番号为中国人民解放军空降兵第十五军；空军空降兵师也编入空降兵第十五军序列，番号改为空降兵第四十三师。陆军第十五军下属的第二十九师、军炮兵基干团以及5个营则分别调归军委炮兵、武汉军区、济南军区、陆军第一军等5个单位，其中第二十九师调归武汉军区直接领导。1961年5月31日，中国人民解放军总参谋部批复公布了空降兵部队番号。1961年6月1日，该军正式归军委空军和武汉军区空军领导。1961年7月1日，在军部孝感举行了庆祝中国共产党建党40周年暨空降兵成立大会。
中国人民解放军空降兵第十五军（代号先后为中国人民解放军7250部队、中国人民解放军39155部队、中国人民解放军95829部队）被誉为“千岁军”。1975年，该军接受精简。1985年，在百万大裁军中，空降兵第十五军下属的空降兵第四十三、四十四、四十五师改为旅。1989年六四清场中参加了对北京抗议学生和群众的镇压行动。1992年，原军属空降兵第四十三、四十四、四十五旅恢复空降兵师编制。1993年1月，该军由广州军区空军划归空军总部直接领导。该军行政划分归属南京军区，战略机动由中央军委直接指挥和领导，性质是直属中央军委的战略预备队。1994年、1997年，该军先后两次扩编。1999年，该军下辖的三个师由空降教导旅编制扩编为满员空降师。1994年，该军增设了数个特种作战营。2008年，该军在汶川大地震后参与空降救援，首批15名空降兵在恶劣天气下由5000公尺高空这一超出平时训练几倍的高度跳伞，成功降落在四川高山谷地之间，打破了当时解放军高空跳伞的纪录，被称赞为十五勇士。2010年春节前夕，该军某师举行大规模空降综合演练，装备新型伞的官兵自5500米高度跳伞，创造了中国空降兵伞降的新高度纪录。2009年后，该军接收了更多直升机，并且进行了最大单位为旅的直升机战术调动。
2013年3月的报道称，该军已成为空军某集团军。官方未公布该集团军新番号。2013年4月中华人民共和国国务院新闻办公室发表的《中国武装力量的多样化运用》白皮书中，仍称其为“1个空降兵军”。可见该军番号未变，只是编成向集团军方向迈进。

### 空降兵军
2017年4月18日，中共中央总书记、国家主席、中央军委主席习近平在北京八一大楼接见新调整组建的84个军级单位主官，并对各单位发布训令；中共中央政治局委员、中央军委副主席许其亮宣读习近平主席签发的中央军委关于调整组建军兵种部队和省军区系统军级单位的命令、决定。在这次军级单位调整组建中，该军改为中国人民解放军空降兵军。

## 编制
2017年调整组建之前，空降兵第十五军下辖：空降兵第四十三师（驻河南开封，辖空降兵第一二七团、第一二八团、第一二九团）、空降兵第四十四师（驻湖北广水，辖空降兵第一三〇团、第一三一团、应山场站）、空降兵第四十五师（驻湖北黄陂，辖空降兵第一三二团、第一三三团、第一三四团）。军部直属直特种大队、通信团、工兵分队、防化分队、航运团、直升机大队、第四十四师教导大队、司机训练大队。
2017年调整组建后，该军整编为9个旅。其中，原空降兵第一二七团、第一二八团、第一三〇团、第一三一团、第一三三团、第一三四团整改为旅，番号不变，军直特种大队（驻湖北孝感）调整为特战旅，通信团（驻湖北孝感）、工兵分队、防化分队整合组建为支援旅，航运团（驻湖北孝感）、直升机大队调整为运输航空兵旅，第四十四师教导大队（正团级，驻湖北广水）、司机训练大队（正团级）暂不变，稍后同桂林空降兵学院整合。空降兵第一二九团、第一三二团撤销。该军由过去的师团体制改为旅制。
2017年调整组建后的编制为：
- 空降兵第一二七合成旅（摩步旅）（移防南部戰區）（95985部队，河南省开封市）
- 空降兵第一二八合成旅（摩步旅）（移防西部戰區）（代号95982部队，河南省开封市鼓楼区）
- 空降兵第一三〇合成旅（空中突击旅，装备四轮全地形突击车）（代号95964部队 隨州市廣水市）[17]
- 空降兵第一三一合成旅(KJ20)（轻機步旅，装备猛士突击车，山猫突击车）（代号95918部队，湖北省隨州市廣水市）[18]
- 空降兵第一三三合成旅(KJ50)（機步旅，装备轮式步战车）（移防北部戰區）（代号95944部队，武漢市黃陂區）[19]
  - 二营-隨州廣水市
    - 六连 （黃繼光英雄連、模範空降兵連）
- 空降兵第一三四合成旅(KJ60)（機步旅，装备履带步战车）（移防東部戰區）（代号95969部队，驻守武汉市黄陂区）
- 特种作战旅（雷神突击队）-驻守孝感市孝南区 （代号95848部隊)
- 支援旅
- 训练旅(代号95822部队，驻守湖北省隨州市廣水市 和荆门市)
- 航空兵旅 (代号95825部队，驻守孝感市)[20]

空降兵军各部队的驻地也有变化，原先空降兵第十五军及其下属部队均位于湖北省、河南省。2017年调整组建后，有的旅已分布到如中国人民解放军北部战区空军等处。

### 雷神突击队
雷神突击队(代号95848部队)是空降兵的特战部队, 2011年9月30日成立。

## 空降兵郝店综合训练场
空降兵郝店综合训练场，位于湖北省广水市郝店镇，隶属中国人民解放军空降兵军，是空降兵唯一的综合训练场。始建于1976年，占地面积一万余亩。2010年代初，空降兵郝店综合训练场进行了扩建。2017年初，启动了第三次居民搬迁安置工程建设。2017年7月30日至8月10日，由中国人民解放军空军承办的“国际军事比赛-2017”的“空降排”项目在空降兵郝店综合训练场举行。

## 历任领导

### 晋冀鲁豫野战军、中原野战军第九纵队
| 司令员 - 秦基伟（1947年8月—1949年2月） 副司令员 - 黄新友（1947年8月—1948年2月病休） | 政治委员 - 黄镇（1947年8月—1948年） 副政治委员 |

| 参谋长 - 何正文（1947年8月—1949年） | 政治部主任 - 谷景生（1947年8月—1949年） |

### 中国人民解放军第十五军
| 军长 1. 秦基伟（1949年2月—1953年4月） 2. 李成芳（1953年5月—1954年3月，代理） 3. 赵兰田（1954年4月—1955年1月，代理） 4. 向守志 少将（1956年7月—1957年8月） 5. 赵兰田 少将（1957年8月—1961年6月） 副军长 - 刘昌毅（1949年—1951年） - 周发田（1951年—1954年） - 赵兰田（1953年10月—1954年4月） - 向守志（1954年—1956年7月，第一副军长） - 崔建功（1954年—？） - 齐丁根（？—1961年6月） - 方铭（1958年4月—1961年6月） | 政治委员 1. 谷景生（1949年2月—1954年1月） 2. 廖冠贤 少将（1954年4月—1961年6月） 副政治委员 |

| 参谋长 - 张蕴钰（1950年—1953年10月） - 赵兰田（1953年10月—1954年4月，副军长兼） - 向守志（1954年4月—1956年7月，第一副军长兼） - 方铭 少将（1958年4月—1960年1月，副军长兼） - 齐丁根 少将（1960年1月—1961年6月，副军长兼） | 政治部主任 - 余洪远（1949年2月—1950年11月） - 车敏瞧（1951年1月—1954年4月） |

### 中国人民解放军空降兵第十五军
| 军长 1. 赵兰田少将（1961年6月—1967年8月） 2. 方铭（1967年8月—1970年4月；1970年4月—1974年1月，武汉军区空军副司令员兼） 3. 武长友（1974年1月—1978年1月） 4. 康星火（1978年1月—1983年5月） 5. 李良辉（1983年5月—1987年10月） 6. 景学勤 空军少将（1987年—1993年12月） 7. 马殿圣 空军少将（1993年12月—1999年12月） 8. 王维山 空军少将（1999年12月—2008年8月） 9. 姚恒斌 空军少将（2009年1月—2011年7月） 10. 李凤彪 空军少将（2011年7月—2014年12月） 11. 刘发庆 空军少将（2015年7月—2017年3月） 副军长 - 齐丁根少将（1961年6月—1963年10月） - 张显扬 少将（1961年6月—1965年3月） - 方铭少将（1961年6月—1967年8月） - 葛明（1962年2月—1963年3月） - 张治银（1964年4月—1968年9月） - 张绪（1967年8月—1979年1月） - 温锡（1968年9月—1978年1月） - 张应学（1969年9月—1979年3月） - 靳钟（1969年12月—1981年7月） - 武长友（1970年4月—1974年1月） - 权启礼（1971年5月—1982年3月） - 孙济云（1975年7月—1979年8月） - 李良辉（1976年6月—1983年5月） - 韩占钧（1982年11月—1986年4月） - 肖树森（1983年5月—1987年12月） - 左印生（1983年5月—1986年4月；1987年12月—1990年2月） - 马殿圣 空军少将（1990年6月—1993年12月） - 武运平 空军少将（1993年12月—1998年12月） - 李家洪 空军少将（1994年12月—2000年12月） - 胡怀乾 空军少将（1995年12月—2000年12月） - 张洪振 空军少将（2000年12月—2006年9月） - 袁义荣 空军少将（2000年12月—？） - 张洪振 空军少将（2000年12月—2006年11月） - 郑诗康 空军少将（2003年12月—？） - 周继光 空军少将（2007年5月—？） - 姚恒斌 空军少将（2007年9月—2009年1月） - 王永臣 空军少将（2009年6月—2014年） - 杨杰 空军少将（2014年—2017年1月） - 景涛 空军少将（2015年—2017年） | 政治委员 1. 廖冠贤 少将（1961年6月—1962年3月；1962年3月—1964年10月，兼任） 2. 王 新 少将（1964年10月—1967年8月） 3. 张纯青（1967年8月—1978年1月） 4. 温 锡（1978年1月—1982年10月） 5. 黎邦燧（1983年5月—1987年1月） 6. 朱 泉（1987年1月—12月） 7. 张汉平 空军少将（1987年12月—1991年12月） 8. 朱永清 空军少将（1991年12月—1996年1月） 9. 赵金奎 空军少将（1996年1月—2002年11月） 10. 王守志 空军少将（2002年11月—2008年） 11. 赵以良 空军少将（2008年—2009年3月） 12. 范骁骏 空军少将（2009年3月—2014年7月） 13. 郭普校 空军少将（2014年8月—2017年1月） 副政治委员 - 王新 少将（1961年6月—1964年10月） - 丁钊 少将（1962年2月—1965年7月） - 李尚文（1966年5月—1969年7月） - 张纯青（1966年5月—1967年8月） - 张昭剑（1967年8月—1968年9月） - 张有壬（1972年6月—1981年2月） - 朱亮天（1973年12月—1982年3月） - 叶振华（1981年2月—1983年5月） - 朱泉（1982年11月—1986年4月） - 左印生（1986年4月—1987年12月） - 田瑞昌 空军少将（1987年12月—1991年1月） - 朱永清 空军少将（1991年1月—12月） - 唐宗成 空军少将（1991年12月—1998年12月） - 应世康 空军少将（1998年12月—？） - 樊友义 空军少将（1998年12月—？） - 蔡立山 空军少将（？—？） - 康子中 空军少将（2010年7月—2014年） - 王成男 空军少将（2014年11月—2017年） |

| 参谋长 1. 孙济云 大校（1961年6月—1975年7月） 2. 赵梗（1975年7月—1979年3月） 3. 李良辉（1979年3月—1980年2月，兼任） 4. 冯乃秀（1980年2月—1983年5月） 5. 尤多福（1983年5月—1986年12月） 6. 景学勤（1986年12月—1987年12月） 7. 马殿圣（1989年2月—1990年6月） 8. 李家洪（1990年6月—1994年12月） 9. 王维山（1994年12月—1999年12月） 10. 姚恒斌（1999年12月—2007年8月） 11. 李凤彪（2007年8月—2011年7月） 12. 杨杰（2011年7月—2014年） 13. 刘发庆（2014年—2015年） 14. 孙向东（2016年1月—2017年） | 政治部主任 1. 卫景濂（1961年6月—1964年2月） 2. 丁钊（1964年2月—1965年4月，副政治委员兼） 3. 张纯青（1965年4月—1966年5月；1966年5月—1967年8月，副政治委员兼） 4. 牛亮天（1969年3月—1973年12月） 5. 康星火（1973年12月—1978年1月） 6. 亢文彩（1978年11月—1983年5月） 7. 周良喜（1983年5月—1986年4月） 8. 朱永清（1986年4月—1991年1月） 9. 赵金奎（1991年1月—1995年10月） 10. 王守志（1995年10月—2002年11月） 11. 李应魁（2002年11月—2004年12月） 12. 戴义家（2004年12月—2008年12月） 13. 罗益昌（2008年12月—2011年6月） 14. 郭普校（2011年6月—2014年8月） 15. 陈国强（2014年11月—2017年） |

### 中国人民解放军空降兵军
| 军长 1. 刘发庆 空军少将（2017年—2018年10月） 2. 孙向东 空军少将（2018年10月—） 副军长 - 景涛 空军少将（2017年—） - 张志刚 空军少将（2017年—） | 政治委员 1. 王成男 空军少将（2017年—2019年12月） 2. 陈德民 空军少将（2020年—） 副政治委员 |

| 参谋长 - 孙向东 空军少将（2017年—2018年10月） 副参谋长 | 政治工作部主任 - 陈国强 空军少将（2017年—） 政治工作部副主任 - 李运斗 空军大校（2017年—） |

## 荣誉
曾被授予荣誉称号的单位有：
- 上甘岭特功八连：原空降兵第十五军第四十五师第一三四团三营八连
- 黄继光英雄连：原空降兵第十五军第四十五师第一三五团二营六连，現空降兵军第一三三旅二营六连
- 刘华清连、红三连：原空降兵第十五军第四十四师一三〇团三连

## 相关影视作品
- 2019年江蘇衛視電視劇《空降利刃》：由賈乃亮主演，以空降兵黃繼光連的轉型訓練為改編故事，為適應21世紀未來電腦化、戰場模糊化的故事。

## 图集

1955年，一名正在使用電台的解放軍空降兵上尉
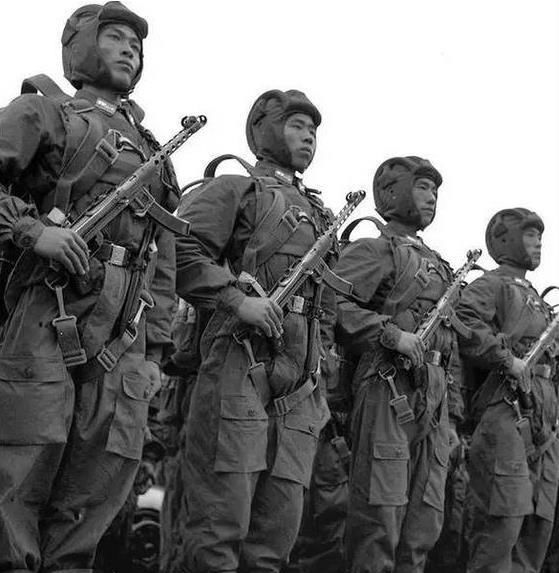
1955年手持PPS冲锋枪的解放軍空降兵
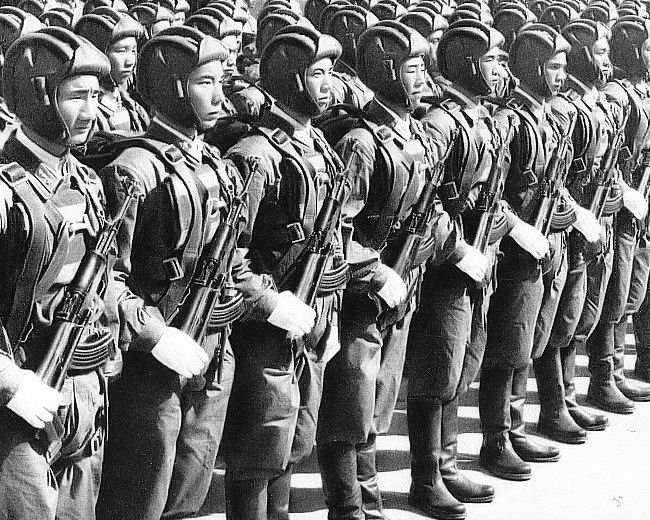
1959年建国十周年国庆庆典上已换装AKS自动步枪的空降兵

## 延伸阅读
- 《凯歌百代——中国人民解放军空降兵第十五军军史图片集》，1983年
- 周建，《从天而降：中国空降兵扫描》，中国人民解放军出版社，2005年
- 卢小萍 编著，《中国人民解放军空军空降兵》，五洲传播出版社，2014年（另有俄文、阿拉伯文、英文、法文、西班牙文译本）